# Marek Kaczyński
Marek Kaczyński (ur. 9 grudnia 1963 w Wysokiem Mazowieckiem) – polski polityk, samorządowiec, poseł na Sejm III kadencji.

## Życiorys
Jest absolwentem technikum mechanicznego oraz instytutu kształcenia nauczycieli, zajmował się działalnością rolniczą. W 1994 objął funkcję wójta gminy Nowe Piekuty, w 1998, 2002, 2006, 2010, 2014, 2018 i 2024 był wybierany na następne kadencje.
Był także posłem III kadencji wybranym z listy Akcji Wyborczej Solidarność w okręgu łomżyńskim. Należał do Stronnictwa Konserwatywno-Ludowego, w trakcie kadencji przeszedł do ZChN. W 2001 z listy AWSP bez powodzenia ubiegał się o reelekcję. W 2002 związał się z Ligą Polskich Rodzin, z ramienia której kandydował w wyborach uzupełniających do Senatu w 2003. W 2011 włączył się w budowę podlaskich struktur ugrupowania Polska Jest Najważniejsza. Z funkcji pełnomocnika PJN zrezygnował po kilku miesiącach.
W 2015 został odznaczony Odznaką Honorową za Zasługi dla Samorządu Terytorialnego.